# Campeonato Mundial de Triatlo de 2002
O Campeonato Mundial de Triatlo de 2002 foi a 14.ª edição do evento máximo do triatlo. Aconteceu em Cancún, México no dia 10 de novembro, organizado pela International Triathlon Union (ITU). 

## Resultados
| Evento    | Ouro                      | Prata                              | Bronze                        |
| --------- | ------------------------- | ---------------------------------- | ----------------------------- |
| Masculino | Iván Raña · Espanha       | Peter Robertson · Austrália        | Andrew Johns · Reino Unido    |
| Feminino  | Leanda Cave · Reino Unido | Barbara Lindquist · Estados Unidos | Michelle Dillon · Reino Unido |